# Модни дизајн
Модни дизајн је вештина примене дизајна, естетике и природне лепоте на одећи и њеним додацима. На њу утичу културолошки и друштвени ставови и варира у односу на време и место. Модни дизајнери раде на бројне начине у дизајнирању одеће и модних детаља. 
Због времена потребног за изношење одеће на тржиште, дизајнери морају предвидети промене у укусима потрошача. Дизајнери спроводе истраживање модних трендова и тумаче их за своју публику. Произвођачи користе њихове специфичне дизајне. Ово је суштина дизајнерске улоге; међутим, унутар тога постоје разлике, које су одређене купопродајним приступом и квалитетом производа; на пример, малопродајни продавци ће користити јефтине тканине за тумачење трендова, али трговци са високим ценовним нивоом ће користити најбоље доступне тканине.
Модни дизајнери покушавају дизајнирати одећу која је функционална и естетски угодна. Они узимају у обзир ко ће вероватно носити одећу и ситуације у којима ће се носити, и раде у широком распону материјала, боја, дезена и стилова. Иако се већина одеће за свакодневно ношење налази у уском распону стилова, необични одевни предмет обично се тражи за посебне прилике, попут вечерње хаљине. Нека одећа израђује се посебно за појединца, као у случају високе моде или по мери кројења. Данас је већина одеће дизајнирана за масовно тржиште, посебно лежерна и свакодневна одећа назива се спремном за ношење.

## Структура
Модни дизајнери могу радити у пуном радном времену за једну модну кућу, као "интерни дизајнери", који су власници дизајна, или раде сами или као део тима. Самостални дизајнери раде за себе, продају свој дизајн модним кућама, директно трговинама или произвођачима одеће. Одећа носи етикету купца. Неки модни дизајнери поставили су своје етикете, испод којих се продају њихови дизајни. Неки су самозапослени и дизајнирају се за индивидуалне клијенте. Остали модни дизајнери вишег ранга брину се за специјалне продавнице или робне куће врхунске моде. Ови дизајнери стварају оригиналне хаљине, као и оне који прате устаљене модне трендове. Већина модних дизајнера, међутим, ради за произвођаче одеће, креирајући дизајне мушке, женске и дечије моде за масовно тржиште. Велике дизајнерске брендове који имају свој назив као свој бренд вероватно ће дизајнирати тим индивидуалних дизајнера под руководством директора дизајна.

## Дизајн одеће
Модни дизајнери раде на различите начине. Неки скицирају своје идеје на папиру, док други драперују тканину према облику хаљине. Када је дизајнер у потпуности задовољан уклапањем тоалета (или муслина), он или она ће се консултовати са професионалним произвођачем узорака који затим израђује готову, радну верзију шаре из картице или путем компјутеризованог система. Коначно, узорак одеће је направљен и тестиран на моделу како би били сигурни да је то оперативна одећа.

## Историја
За модни дизајн се обично сматра да је започео у 19. веку са Чарлсом Фридрихом Вортом, који је био први дизајнер који је своју етикету ушио у одећу коју је створио. Дизајном и креирањем одеће бавили су се углавном анонимни кројачи, а висока мода потицала је од оне ношене на краљевским дворима. Велики успех је био то да је могао диктирати својим купцима шта треба да носе, уместо да следе њихову улогу као што су то раније радили кројачи. Термин кортуриер је у ствари прво створен да би га описао. Док све одевне предмете из било којег временског периода академици проучавају као костимографију, само одећа створена након 1858. године сматра се модним дизајном.
У том периоду су многе дизајнерске куће почеле запошљавати уметнике за цртање дизајна за одећу. Слике су приказиване клијентима, што је било много јефтиније од израде стварног узорка у радној соби. Ако се клијенту допао њихов дизајн, наручили су га и на тај начин одећа зарадила новац за кућу. Тако је настала традиција дизајнера који цртају дизајниране одеће уместо да купцима представе комплетне одеће на моделима.
Једна од првих српских модних креаторки и једна од најпознатијих власница модних салона у Београду у првој половини 20. века била је Ребека Јаковљевић Амодај. Њен модни салон важио је за симбол београдског модног шика, па је чак и чувени писац Бранислав Нушић помиње је у својој драми „Др” из 1936. године. Он у једном тренутку пише: „... ах, она шије хаљине код Ребеке.” без даљег објашњења, што упућује на то да су сви знали о коме пише.

## Врсте моде
Одећа произведена од стране произвођача разврстава се у три главне категорије, иако их је могуће поделити у додатне, специфичније категорије.

### Висока мода
Све до педесетих година 20. века одећа је претежно дизајнирана и израђена по мери, при чему је сваки одевни предмет креиран за специфичног клијента. Одећа за моду израђује се по наруџбни за појединачног купца, а обично се прави од висококвалитетне, скупе тканине, сашивене са изузетном пажњом према детаљима и завршној обради, ручно изведених техника. Изглед и погодност узимају предност над трошковима материјала и временом потребним за израду. Због високих трошкова сваког одевног предмета, модна кућа остварује директан профит за модне куће.

### Спремно за ношење
Одећа која је спремна за ношење је између високе моде и масовног тржишта. Није направљена за индивидуалне купце, али велика пажња се води при избору и кроју тканине. Одећа се прави у малим количинама како би се гарантовала ексклузивност, па је прилично скупа. Колекције спремних за ношење обично представљају модне куће сваке сезоне. Ово се одвија на нивоу града и одвија се два пута годишње (током недеље моде). Главне сезоне недеље моде укључују: прољеће / лето и јесен / зима.

### Одећа на пола пута
Одећа на пола пута алтернатива је моди за готовину, „без привезивања“. Одећа на пола пута су намерно недовршени комади одеће који подстичу ко-дизајн између "примарног дизајнера" одеће и онога што се обично сматра пасивним "потрошачем". Ово се разликује од моде за конфекцију јер потрошач може учествовати у изради и ко-дизајнирању одеће. Током радионице открили су да је лично учешће у процесу израде одеће створило смислену „наративу“ за корисника, која је успоставила везаност за лични производ и повећала сентименталну вредност финалног производа.
Отo фон Буш такође истражује одећу на пола пута и модни ко-дизајн у својој тези "Модно способни, хактивизам и ангажовани модни дизајн".

### Масовно тржиште
Тренутно се модна индустрија више ослања на масовну продају. Масовно тржиште има широк круг купаца, производећи готову одећу користећи трендове познатих модних имена. Често чекају неку сезону како би били сигурни да ће стил стићи пре него што произведу верзије оригиналног изгледа. Да би уштедели новац и време, користе јефтиније тканине и једноставније технике израде које машине лако могу обавити. Крајњи производ се, дакле, може продати много јефтиније.
Постоји врста дизајна који се зове „кич“, а потиче од немачке речи китсциг, што значи „смеће“ или „није естетски пријатно“. Кич се такође може односити на „ношење или приказивање нечега што више није у моди“.

## Приходи
Средња годишња зарада за модне дизајнере износила је 61.160 долара у мају 2008. Средњих 50 одсто зарађивало је између 42.150 и 87.120 долара. Најнижих 10 процената зарадило је мање од 32.150 долара, а највиших 10 процената више од 124.780 долара. Средња годишња зарада износила је 52,860 америчких долара (40,730,47 фунти) у одећи, комадним производима и предоџбама - индустрија која запошљава највећи број модних дизајнера. Од 2016. године, средња годишња плата модног дизајнера износила је 65.170 долара. Дизајнери високог ранга могу зарадити око 92,550 УСД. Током 2016. године у Сједињеним Америчким Државама се као модни дизајнери рачунало 23.800 људи.

## Типови одеће
| Типови одеће        | Карактеристике                                               | Сегмент маркета                                 |
| ------------------- | ------------------------------------------------------------ | ----------------------------------------------- |
| Женска дневна одећа | Практична, комфорна, модерна                                 | Висока мода, спремна за ношење, масовно тржиште |
| Женска ноћна одећа  | Гламурозна, софистицирана, погодна за ту прилику             | Висока мода, спремна за ношење, масовно тржиште |
| Женски веш          | Гламурозан, комфоран, перљив                                 | Висока мода, спремна за ношење, масовно тржиште |
| Мушка дневна одећа  | Лежерно, практично, удобно, кул                              | Кројење, спремно за ношење, масовно тржиште     |
| Мушка ноћна одећа   | Паметно, елегантно, свечано, погодан за ту прилику, кул      | Кројење, спремно за ношење, масовно тржиште     |
| Дечија одећа        | Модерна или класична, практична, перљива, функционална       | Спремно за ношење, масовно тржиште              |
| Одећа за девојчице  | Лепа, шарена, практична, перљива, јефтина                    | Спремно за ношење, масовно тржиште              |
| Одећа за тинејџерке | Шарено, комфорно, гламурозно, лепо, слатко                   | Спремно за ношење, масовно тржиште              |
| Фармерке            | Универзалне, демократске, комфорне, практичне, функционалне  | Спремно за ношење, масовно тржиште              |
| Купаћи костими      | Модерни, практични, функционални, разнобојни                 | Висока мода, спремна за ношење, масовно тржиште |
| Спортске одећа      | Удобна, практична, добро проветравана, перљива, функционална | Спремно за ношење, масовно тржиште              |
| Плетена одећа       | Права тежина и боја за сезону                                | Спремно за ношење, масовно тржиште              |
| Одећа за напоље     | Модерна, топла, права тежина и боја за сезону                | Спремно за ношење, масовно тржиште              |
| Одећа за младе      | Раскошна, гламурозна, класична                               | Висока мода, спремна за ношење, масовно тржиште |
| Модни детаљи        | Упечатљиви, модерни                                          | Висока мода, спремна за ношење, масовно тржиште |
| Одећа за наступ     | Спортски, зависно од спорта                                  | Спремно за ношење, масовно тржиште              |

## Светска модна индустрија
Мода је данас глобална индустрија, а већина главних земаља има модну индустрију. Седам земаља успоставило је међународни углед у моди: Француска, Италија, Велика Британија, Сједињене Државе, Јапан, Немачка и Белгија. "Велика петорка" центара модне индустрије су Париз, Милано, Њујорк, Токио и Лондон. Највећи произвођачи одеће су Кина, Бангладеш и Индија, а остале запажене земље за производњу одеће су Немачка, Индонезија, Малезија, Индија, Филипини, Јужна Кореја, Шпанија и Бразил.

## Услуге модног дизајна
Услуге модног дизајна пружају услуге попут предвиђања трендова и боја, анализе тржишта, концепата дизајна и дизајнерске документације за произвођаче. На овај начин произвођач може уговорити захтеве дизајна уместо да одржава интерни дизајнерски тим. Пружаоци услуга модног дизајна могу било да продају нацрте директно или да их лиценцирају на лиценци.
Ако је неко заинтересован за покретање линије обуће, торбица, постељине итд. и жели да преда пројектне радове, онда пружалац услуга модног дизајна може помоћи. При почетку покретања посла, може бити скупо лансирање много нових дизајна, и на тај начин опција лиценцирања такве компаније може уштедети трошкове покретања.

## Изрази модног дизајна
- Модни дизајнер осмишљава одевне комбинације линија, пропорција, боја и текстура. Иако су вештине шивања и израде узорака корисне, оне нису предуслов успешног модног дизајна. Већина модних дизајнера формално је обучена или научена.
- Технички дизајнер сарађује са дизајнерским тимом и фабрикама у иностранству како би се осигурала исправна конструкција одеће, одговарајући избор тканина и добар фит. Технички дизајнер уклапа узорке одевних предмета на одговарајући модел и одлучује које димензије стакла и конструкције треба извршити пре масовне производње одеће.
- Кројач израђује одеће по мери направљене по мери клијента; посебно одијела (капут и панталоне, јакна и сукња, итд.).
- Дизајнер текстила дизајнира тканине и отисци одеће и намештаја. Већина текстилних дизајнера формално се обучава у школи.
- Стилиста координира одећу, накит и детаље који се користи у модној фотографији и презентацији модних писта. Стилиста такође може сарађивати са појединачним клијентом како би дизајнирао усклађену гардеробу.
- Модни купац бира и купује мешавину одеће која је доступна у трговинама, робним кућама и ланац продавница.
- Кројачица шије одећу спремну за ношење или за масовну производњу ручно или са шиваћом машином.
- Предавач модног дизајна предаје уметност и занат модног дизајна у уметничкој или модној школи.
- Илустратор црта и слика дизајниране одеће за комерцијалну употребу.
- Модни прогностичар предвиђа које ће боје, стилови и облици бити популарни ("у тренду") пре него што одећа буде у продаји у продавницама.
- Модел носи и приказује одјећу на модним ревијама и на фотографијама.
- Модни новинар пише модне чланке који описују представљене одевне предмете или модне трендове, за часописе или новине.
- Саветник за слике, саветник за гардеробу или модни саветник препоручује стилове и боје које иду уз клијента.